# Parlamentswahl in Slowenien 2014
- ZL: 6
- SD: 6
- SMC: 36
- ZaAB: 4
- DeSUS: 10
- Sonst.: 2
- NSi: 5
- SDS: 21

Die vorgezogene Parlamentswahl in Slowenien 2014 fand am 13. Juli 2014 statt. Bei der Wahl wurden die 90 Abgeordneten der Staatsversammlung von den rund 1,7 Millionen Wahlberechtigten neu bestimmt.

## Vorgeschichte
Die bisher regierende Ministerpräsidentin Alenka Bratušek von der Partei Positives Slowenien (PS) verlor in einer Kampfabstimmung am 26. April 2014 den Parteivorsitz an Zoran Janković. Im Vorfeld der Abstimmung hatte Bratušek bereits einen Rücktritt vom Amt des Regierungschefs angedeutet, da sie im Falle einer Niederlage keinen Rückhalt in ihrer eigenen Partei mehr habe und mit den Koalitionspartnern nicht mehr auf „gleichem Fuß stehen“ würde. Infolge ihrer Niederlage teilte Bratušek am 5. Mai 2014 ihren Rücktritt dem Staatspräsidenten Borut Pahor und dem Parlament schriftlich mit und kündigte baldige Parlamentsneuwahlen an. Am 29. Mai legte Präsident Pahor dann den Termin für die Neuwahl des Parlaments auf den 13. Juli fest. Das Verfassungsgericht bestätigte am 11. Juni diesen Wahltermin und wies damit eine zuvor eingereichte Klage mehrerer Kleinparteien ab.

## Wahlsystem
Die Staatsversammlung wird in Slowenien nach dem Verhältniswahlverfahren gewählt. Zu vergeben sind insgesamt 90 Sitze, von denen zwei für die ungarische und italienische Minderheit reserviert sind. Es gibt eine Sperrklausel von vier Prozent. Die Legislaturperiode beträgt vier Jahre.

## Umfragen
| Datum              | PS   | SDS  | SD   | DL  | DeSUS | SLS | NSi | SNS | SMC  | ZaAB | ZL  | Sonstige |
| ------------------ | ---- | ---- | ---- | --- | ----- | --- | --- | --- | ---- | ---- | --- | -------- |
| Datum              |      |      |      |     |       |     |     |     |      |      |     |          |
| 10. Juli 2014      | 2,2  | 15,9 | 7,7  | 0,9 | 10,1  | 4,1 | 7,6 | 1,7 | 38,2 | 5,1  | 2,6 | 3,9      |
| 27. Juni 2014      | –    | 20,6 | 10,5 | –   | 8,4   | 5,1 | 3,3 | –   | 33,9 | 4,8  | 2,7 | 10,7     |
| 14. Juni 2014      | 1,8  | 21,1 | 7,2  | 0,6 | 7,5   | 2,9 | 6,1 | 0,6 | 31,5 | 2,5  | 2,5 | 15,7     |
| 23. Mai 2014       | 6,0  | 23,0 | 17,0 | 1,0 | 8,0   | 8,0 | 6,0 | 2,0 | –    | –    | –   | 29,0     |
| 18. April 2014     | 7,2  | 21,3 | 20,9 | 1,8 | 4,3   | 5,0 | 6,0 | 1,4 | –    | –    | –   | 32,1     |
| 28. März 2014      | 4,9  | 20,5 | 20,7 | 4,7 | 6,9   | 3,6 | 7,2 | 0,9 | –    | –    | –   | 30,6     |
| 21. Februar 2014   | 8,0  | 19,8 | 21,5 | 4,1 | 6,4   | 5,6 | 7,7 | 0,2 | –    | –    | –   | 26,7     |
| 24. Januar 2014    | 7,3  | 14,8 | 23,7 | 2,7 | 8,7   | 6,1 | 5,3 | 0,4 | –    | –    | –   | 31,0     |
| 22. Dezember 2013  | 7,4  | 15,3 | 24,6 | 2,0 | 7,8   | 3,6 | 7,7 | –   | –    | –    | –   | 31,6     |
| 24. November 2013  | 11,4 | 17,5 | 24,2 | 2,4 | 6,2   | 6,8 | 8,3 | –   | –    | –    | –   | 23,2     |
| 19. September 2013 | 8,6  | 18,4 | 23,1 | 2,5 | 7,8   | 7,4 | 5,5 | –   | –    | –    | –   | 26,7     |
| 22. Juli 2013      | 8,5  | 19,9 | 22,0 | 3,1 | 2,5   | 7,0 | 6,6 | –   | –    | –    | –   | 30,4     |
| 21. Juni 2013      | 10,3 | 23,4 | 23,3 | 3,1 | 4,4   | 6,1 | 6,2 | –   | –    | –    | –   | 23,2     |
| Wahl 2011          | 28,5 | 26,2 | 10,5 | 8,4 | 7,0   | 6,8 | 4,9 | 1,8 | –    | –    | –   | 5,9      |

## Ergebnis
Wahlsieger wurde die erst wenige Wochen vor der Wahl gegründete Mitte-Partei SMC der Juraprofessors Miro Cerar, die fast 35 % der Stimmen auf sich vereinigen konnte. Dafür fiel die bislang stärkste Partei Pozitivna Slovenija, die wieder von Zoran Janković angeführt wurde, beim Wähler komplett durch und gehört mit nur noch 2,2 % dem neuen Parlament nicht mehr an. Das ebenfalls neugegründete Bündnis Alenka Bratušek schaffte dafür knapp den Sprung ins Parlament. Das Linksbündnis schaffte mit 6 % ebenfalls erstmals den Sprung ins Parlament.
Die größte Oppositionspartei, die Slowenische Demokratische Partei des früheren Ministerpräsidenten Janez Janša, verlor trotz der Verhaftung des Spitzenkandidaten kurz vor den Wahlen nur relativ moderat an Stimmen (−5,5 Prozentpunkte) und wurde mit 20 % wieder zweitstärkste Kraft. Die Sozialdemokraten verloren ebenfalls und schnitten mit nur noch 6 % der Stimmen mit ihrem schlechtesten Ergebnis der slowenischen Geschichte seit 1990 ab. Dafür erzielte die Demokratische Pensionistenpartei Sloweniens mit über 10 % das beste Ergebnis ihrer Geschichte. Die kleinere konservative Partei Neues Slowenien schaffte mit 5,5 % wieder den Sprung ins Parlament, der der konservativen, seit 1990 im Parlament vertretenen, Slowenischen Volkspartei mit 3,95 % erstmals und der erst 2011 gegründeten Bürgerliste mit 0,9 % nach nur drei Jahren Parlamentszugehörigkeit nicht mehr gelang.
| Partei                           | Partei                                              | Stimmen   | Stimmen | Stimmen | Sitze  | Sitze |
| Partei                           | Partei                                              | Anzahl    | %       | +/−     | Anzahl | +/−   |
| -------------------------------- | --------------------------------------------------- | --------- | ------- | ------- | ------ | ----- |
|                                  | Partei von Miro Cerar (SMC)                         | 301.563   | 34,49   | Neu     | 36     | Neu   |
|                                  | Slowenische Demokratische Partei (SDS)              | 181.052   | 20,71   | −5,48   | 21     | −5    |
|                                  | Demokratische Pensionistenpartei Sloweniens (DeSUS) | 88.968    | 10,18   | +3,21   | 10     | +4    |
|                                  | Sozialdemokraten (SD)                               | 52.249    | 5,98    | −4,54   | 6      | −4    |
|                                  | Vereinigte Linke (ZL)                               | 52.189    | 5,97    | Neu     | 6      | Neu   |
|                                  | Neues Slowenien (NSi)                               | 48.846    | 5,59    | +0,71   | 5      | +1    |
|                                  | Bündnis von Alenka Bratušek (ZaAB)                  | 38.293    | 4,38    | Neu     | 4      | Neu   |
|                                  | Slowenische Volkspartei (SLS)                       | 34.548    | 3,95    | −2,88   | 0      | −6    |
|                                  | Positives Slowenien (PS)                            | 25.975    | 2,97    | −25,54  | 0      | −28   |
|                                  | Slowenische Nationale Partei (SNS)                  | 19.218    | 2,20    | +0,40   | 0      | ±0    |
|                                  | Piratenpartei Slowenien (PSS)                       | 11.737    | 1,34    | Neu     | 0      | Neu   |
|                                  | Ich glaube                                          | 6.800     | 0,78    | Neu     | 0      | Neu   |
|                                  | Bürgerliste (DL)                                    | 5.556     | 0,64    | −7,73   | 0      | −8    |
|                                  | Grüne Sloweniens (ZS)                               | 4.629     | 0,53    | +0,17   | 0      | ±0    |
|                                  | Ebenbürtiges Land – Vorwärts Slowenien (ED–NS)      | 2.125     | 0,24    | Neu     | 0      | Neu   |
|                                  | Ökonomische liberale Partei (LGS)                   | 458       | 0,05    | Neu     | 0      | Neu   |
|                                  | Partei des humanen Slowenien (SHS)                  | 85        | 0,01    | −0,02   | 0      | ±0    |
|                                  | Minderheiten                                        | –         | –       | –       | 2      | –     |
| Gesamt                           | Gesamt                                              | 874.291   | 100,00  |         | 90     |       |
| Gültige Stimmen                  | Gültige Stimmen                                     | 874.291   | 98,66   | +0,38   |        |       |
| Ungültige Stimmen                | Ungültige Stimmen                                   | 11.833    | 1,34    | −0,38   |        |       |
| Wahlbeteiligung                  | Wahlbeteiligung                                     | 886.124   | 51,73   | −13,87  |        |       |
| Nichtwähler                      | Nichtwähler                                         | 826.943   | 48,27   | +13,87  |        |       |
| Wahlberechtigte                  | Wahlberechtigte                                     | 1.713.067 |         |         |        |       |
| Quelle: Nationale Wahlkommission |                                                     |           |         |         |        |       |